# 2025 au Maroc
Chronologie du Maroc
- 2021
- 2022
- 2023
- 2024
- 2025
- 2026
- 2027
- 2028
- 2029

Cet article présente les faits marquants de l'année 2025 au Maroc ou relatifs au Maroc.

## Événements
- 28 juillet : un avion d'entraînement Alpha Jet des Forces royales air marocaines s’écrase alors  qu'il allait atterrir à l’aéroport de Fès-Saïss. Les deux pilotes sont morts[1].

## Sports
- L'Africa Eco Race 2025 est le 16e Africa Eco Race. Le départ officiel est donné à Monaco le 28 décembre 2024. La première spéciale se déroule à Tanger au Maroc le 31 décembre 2024[2].
- L'édition masculine 2025 du tournoi de tennis du Maroc se déroule du 31 mars au 6 avril 2025 à Marrakech, sur terre battue en extérieur. Elle appartient à la catégorie ATP 250.
- La Coupe d'Afrique des nations féminine de futsal 2025 est la première édition de la Coupe d'Afrique des nations féminine de futsal qui met aux prises les meilleures sélections africaines féminines de futsal affiliées à la Confédération africaine de football (CAF). La compétition sert aussi de tournoi qualificatif pour la Coupe du monde féminine de futsal 2025, les deux finalistes se qualifiant pour la compétition mondiale.
- La Coupe d'Afrique des nations féminine de football 2024 est la quinzième édition de la Coupe d'Afrique des nations féminine de football, qui met aux prises les meilleures sélections africaines féminines de football affiliées à la Confédération africaine de football (CAF). Elle se déroule au Maroc pour la deuxième fois consécutive. Initialement prévue en 2024, la compétition est reportée du 5 au 26 juillet 2025, le tournoi olympique se tenant l'été 2024[3].
- La Coupe d'Afrique des nations de football 2025 au Maroc devrait être la 35e édition du tournoi biennal de football des associations africaines organisé par la Confédération africaine de football. Le tournoi sera organisé par le Maroc entre le 21 décembre 2025 et le 18 janvier 2026 pour la deuxième fois après la CAN 1988.

## Cinéma
- Sortie du film Sur la route de papa, une comédie française partiellement tournée au Maroc, réalisée par Nabil Aitakkaouali et Olivier Dacourt[4],[5].